# 1998년 동계 올림픽 조선민주주의인민공화국 선수단
1998년 동계 올림픽 조선민주주의인민공화국 선수단은 일본 나가노에서 개최된 1998년 동계 올림픽에 참가한 올림픽 조선민주주의인민공화국 선수단이다.

## 종목별 성적

### 쇼트트랙 스피드 스케이팅
- 윤철
- 한상국
- 황옥실

### 스피드스케이팅
- 김옥희
- 김정희